# Gertrud Rünger
Gertrud Rünger, coneguda també com a Gertrude Rünger (Poznań, actualment Polònia, 14 de març de 1893 - Berlín, 11 de juny de 1965) fou una cantant d'òpera alemanya que va començar la seva carrera com a soprano lírica i més tard va canviar a soprano dramàtica.

## Biografia
Va estudiar cant amb Hertha Dehmlow a Berlín i va començar el 1922 com a cantant de cor del Teatre de Stralsund. En 1923, es va traslladar al Teatre d'Erfurt, on va cantar els seus primers papers de veu solista. Entre 1924 i 1926 va cantar com a solista al teatre de Gera, de 1926 a 1928 al Teatre de Magdeburg, de 1928 a 1929 a l'Òpera de Colònia i de 1929 a 1930 al Teatre de Nuremberg.
De 1930 a 1935 va formar part de l'Òpera de l'Estat de Viena. En aquell teatre va interpretar el 1931 el paper d'Eboli de Don Carlos de Verdi i el 1933 el de Lady Macbeth en Macbeth de Verdi. De 1934 a 1948 va cantar a la Staatsoper Unter den Linden de Berlín. El 1937 va treballar al Metropolitan Opera de Nova York, on va interpretar la Brünnhilde de Die Walküre i de Götterdämmerung, Fricka a Das Rheingold i Ortrud a Lohengrin, totes elles òperes de Richard Wagner, per a un total de set representacions.
Va actuar com a convidada a teatres d'òpera de Dresden, Múnic, Amsterdam, La Haia, a l'Òpera de París (1933), a Londres (Royal Opera House, 1934), Anvers (1937-38), Roma (1939, 1940) i al Gran Teatre del Liceu de Barcelona (1933, Tristan und Isolde i Sigfried, ambdues de Wagner). En 1931 va fer el seu debut al Festival de Salzburg en Der Rosenkavalier de Richard Strauss. Al Festival de Bayreuth va actuar repetidament en la dècada del 1930. A partir de 1938 va tornar a actuar principalment a l'Òpera de l'Estat de Viena.
El 20 d'abril de 1945 va participar en el últim concert de l'Orquestra Filharmònica de Berlín de l'època del Tercer Reich. Aquest concert va ser també l'últim presenciat pel führer Adolf Hitler, 10 dies abans de la seva mort. Paradoxalment la darrera obra interpretada aquell dia va ser Tod und Verklärung (Mort i transfiguració) de Richard Strauss.
Rünger va ser una cantant de recitals i concerts. Va treballar també com a professora de cant a Berlín. Les seves actuacions més recordades han estat les d'obres wagnerianes, però també la Klytämnestra d'Elektra de Strauss i la Leonora de Fidelio de Beethoven.